# Bisignano
Bisignano község (comune) Olaszország Calabria régiójában, Cosenza megyében.

## Fekvése
A megye központi részén fekszik. Határai: Acri, Cerzeto, Lattarico, Luzzi, Mongrassano, San Marco Argentano, Santa Sofia d’Epiro, Tarsia és Torano Castello.

## Története
A település első említése i. e. 205-ből származik, amikor Hannibal seregei a campovilei csatában legyőzték a rómaiakat. A Nyugatrómai Birodalom bukása után a longobárdok szerezték meg. 774-ben püspöki székhely lett. 1061-ben a normannok hódították meg, így a Szicíliai Királyság része lett. A középkor során nemesi családok hűbéri birtoka volt. 1979-ben vált önálló településsé.

## Népessége
A népesség számának alakulása:

## Főbb látnivalói
- San Pietro Apostolo-templom
- San Bartolomeo-templom
- San Domenico-templom

## Híres emberek
- Kasztrióta Irén bisignanói hercegné